# آنری کوئن
آنری کوئن (فرانسوی: Henri Cohen‎; نامشخص – ۱۹۳۰) بازیکن واترپلو اهل بلژیک بود.